# Bobby Butler
Pour les articles homonymes, voir Butler.
Cet article possède un paronyme, voir Robert Butler.
Robert Butler (né le 26 avril 1987 à Marlborough, dans l'État du Massachusetts aux États-Unis) est un joueur professionnel américain de hockey sur glace évoluant à la position d'ailier droit.

## Carrière
Joueur jamais réclamé lors d'un repêchage de la LNH, Bobby Butler évolue au niveau junior avec les Bruins junior de Boston, club s'alignant dans la Eastern Junior Hockey League (EJHL), avant de rejoindre en 2006 l'université du New Hampshire. C'est avec ces derniers que l'attaquant se fait remarquer par les Sénateurs d'Ottawa de la Ligue nationale de hockey alors qu'il dispute sa meilleure saison avec le New Hampshire, se voyant être finaliste pour la saison 2009-2010 au trophée Hobey Baker, remis annuellement au meilleur joueur universitaire des États-Unis.
Le 29 mars 2010, il décroche un premier contrat professionnel avec les Sénateurs et rejoint ceux-ci pour deux rencontres. Butler partage la saison suivante entre les Sénateurs et leur club affilié en Ligue américaine de hockey, les Senators de Binghamton, avant de décrocher un poste permanent avec le grand club en 2011. Devenant agent libre à l'été suivant, il s'entend alors avec les Devils du New Jersey.
Il partage la saison 2012-2013 entre les Devils et leur club affilié en LAH, les Devils d'Albany, avant d'être réclamé au ballotage par les Predators de Nashville le 4 mars 2013. Le 14 juin 2013 alors que son contrat vient à échéance, il est échangé aux Panthers de la Floride en retour de T.J. Brennan.

## Statistiques

### En club
| Saison     | Équipe                    | Ligue      |     | Saison régulière | Saison régulière | Saison régulière | Saison régulière | Saison régulière |    | Séries éliminatoires | Séries éliminatoires | Séries éliminatoires | Séries éliminatoires | Séries éliminatoires |
| Saison     | Équipe                    | Ligue      | PJ  | B                | A                | Pts              | Pun              | PJ               | B  | A                    | Pts                  | Pun                  |                      |                      |
| 2002-2003  | Bruins junior de Boston   | Mineur     | 35  | 21               | 27               | 48               | 12               | -                | -  | -                    | -                    | -                    |                      |                      |
| 2002-2003  | Bruins junior de Boston   | EJHL       | 13  | 1                | 3                | 4                | 0                | -                | -  | -                    | -                    | -                    |                      |                      |
| 2003-2004  | Bruins junior de Boston   | EJHL       | 59  | 15               | 18               | 33               | 28               | -                | -  | -                    | -                    | -                    |                      |                      |
| 2004-2005  | Bruins junior de Boston   | EJHL       | 56  | 19               | 20               | 39               | 20               | -                | -  | -                    | -                    | -                    |                      |                      |
| 2005-2006  | Bruins junior de Boston   | EJHL       | 61  | 28               | 30               | 58               | 48               | -                | -  | -                    | -                    | -                    |                      |                      |
| 2006-2007  | Wildcats du New Hampshire | HE         | 38  | 9                | 3                | 12               | 12               | -                | -  | -                    | -                    | -                    |                      |                      |
| 2007-2008  | Wildcats du New Hampshire | HE         | 38  | 14               | 12               | 26               | 20               | -                | -  | -                    | -                    | -                    |                      |                      |
| 2008-2009  | Wildcats du New Hampshire | HE         | 38  | 9                | 21               | 30               | 36               | -                | -  | -                    | -                    | -                    |                      |                      |
| 2009-2010  | Wildcats du New Hampshire | HE         | 39  | 29               | 24               | 53               | 20               | -                | -  | -                    | -                    | -                    |                      |                      |
| 2009-2010  | Sénateurs d'Ottawa        | LNH        | 2   | 0                | 0                | 0                | 0                | -                | -  | -                    | -                    | -                    |                      |                      |
| 2010-2011  | Senators de Binghamton    | LAH        | 47  | 22               | 11               | 33               | 35               | 23               | 13 | 4                    | 17                   | 6                    |                      |                      |
| 2010-2011  | Sénateurs d'Ottawa        | LNH        | 36  | 10               | 11               | 21               | 10               | -                | -  | -                    | -                    | -                    |                      |                      |
| 2011-2012  | Sénateurs d'Ottawa        | LNH        | 56  | 6                | 10               | 16               | 12               | 3                | 0  | 0                    | 0                    | 0                    |                      |                      |
| 2012-2013  | Devils d'Albany           | LAH        | 37  | 16               | 11               | 27               | 8                | -                | -  | -                    | -                    | -                    |                      |                      |
| 2012-2013  | Devils du New Jersey      | LNH        | 14  | 1                | 1                | 2                | 0                | -                | -  | -                    | -                    | -                    |                      |                      |
| 2012-2013  | Predators de Nashville    | LNH        | 20  | 3                | 6                | 9                | 4                | -                | -  | -                    | -                    | -                    |                      |                      |
| 2013-2014  | Rampage de San Antonio    | LAH        | 69  | 23               | 25               | 48               | 12               | -                | -  | -                    | -                    | -                    |                      |                      |
| 2013-2014  | Panthers de la Floride    | LNH        | 2   | 0                | 1                | 1                | 2                | -                | -  | -                    | -                    | -                    |                      |                      |
| 2014-2015  | Rampage de San Antonio    | LAH        | 68  | 27               | 32               | 59               | 37               | -                | -  | -                    | -                    | -                    |                      |                      |
| 2015-2016  | MODO Hockey               | SHL        | 49  | 10               | 9                | 19               | 16               | 7                | 1  | 0                    | 1                    | 0                    |                      |                      |
| 2016-2017  | KHL Medveščak Zagreb      | KHL        | 37  | 6                | 10               | 16               | 10               | -                | -  | -                    | -                    | -                    |                      |                      |
| 2016-2017  | Torpedo Nijni Novgorod    | KHL        | 13  | 1                | 4                | 5                | 4                | 2                | 0  | 0                    | 0                    | 4                    |                      |                      |
| 2017-2018  | Admirals de Milwaukee     | LAH        | 67  | 24               | 21               | 45               | 36               | -                | -  | -                    | -                    | -                    |                      |                      |
| 2018-2019  | Wolf Pack de Hartford     | LAH        | 69  | 8                | 12               | 20               | 20               | -                | -  | -                    | -                    | -                    |                      |                      |
| 2021-2022  | Railers de Worcester      | ECHL       | 20  | 6                | 10               | 16               | 4                | -                | -  | -                    | -                    | -                    |                      |                      |
| 2022-2023  | Railers de Worcester      | ECHL       | 63  | 17               | 21               | 38               | 50               | -                | -  | -                    | -                    | -                    |                      |                      |
| Totaux LNH | Totaux LNH                | Totaux LNH | 130 | 20               | 29               | 49               | 28               | 3                | 0  | 0                    | 0                    | 0                    |                      |                      |

### En équipe nationale
| Année | Équipe     | Compétition          |   | PJ | B | A | Pts | Pun                |  | Résultat |
| 2013  | États-Unis | Championnat du monde | 8 | 3  | 1 | 4 | 2   | Médaille de bronze |  |          |
| 2018  | États-Unis | Jeux olympiques      | 5 | 0  | 0 | 0 | 0   | 7e place           |  |          |

## Honneurs et trophées
- Hockey East
  - Nommé dans la première équipe d'étoiles en 2010.
  - Nommé le joueur par excellence de la ligue en 2010.
- Championnat de la NCAA
  - Nommé dans la première équipe d'étoiles de l'est des États-Unis en 2010.
  - Finaliste au trophée Hobey Baker, remis annuellement au meilleur joueur universitaire des États-Unis en 2010.
- Ligue américaine de hockey
  - Il remporte la Coupe Calder avec les Senators de Binghamton en 2010-2011.

## Transactions en carrière
- 29 mars 2010 : signe à titre d'agent libre avec les Sénateurs d'Ottawa.
- 9 août 2012 : signe à titre d'agent libre avec les Devils du New Jersey.
- 4 mars 2013 : réclamé aux ballotage par les Predators de Nashville.
- 6 juin 2013 : échangé par les Predators aux Panthers de la Floride en retour de T.J. Brennan.
- 24 juin 2013 : signe un contrat de deux saisons avec les Panthers.